# Django Unchained
Django Unchained (bra: Django Livre; prt: Django Libertado) é um filme estadunidense de aventura e faroeste escrito e dirigido por Quentin Tarantino. Estrelado Jamie Foxx, Christoph Waltz, Leonardo DiCaprio, Kerry Washington e Samuel L. Jackson, foi lançado na América do Norte em 25 de dezembro de 2012.
Situado num contexto pré-Guerra de Secessão do Deep South e Velho Oeste, o filme acompanha Django, um escravo liberto que caminha pelos Estados Unidos com um caçador de recompensas em uma missão para resgatar sua esposa de um fazendeiro cruel.
Django Unchained recebeu críticas muito positivas e foi indicado para cinco prêmios no Oscar 2013, incluindo melhor filme. Christoph Waltz recebeu vários prêmios por sua atuação e ganhou o Globo de Ouro, o BAFTA e seu segundo Oscar de melhor ator coadjuvante. Seu primeiro Oscar foi para outro filme de Tarantino de 2009, Inglourious Basterds — poucos atores ganharam mais de uma vez nesta categoria. O diretor ganhou o Oscar de melhor roteiro original, seu segundo Oscar nesta categoria, para a qual ele venceu pela primeira vez em 1995 por Pulp Fiction, assim como o Globo de Ouro e o BAFTA. O filme arrecadou mais de 425 milhões de dólares nos cinemas em todo o mundo, tornando-o filme de maior bilheteria de Tarantino até hoje.

## Elenco
- Jamie Foxx como Django Freeman

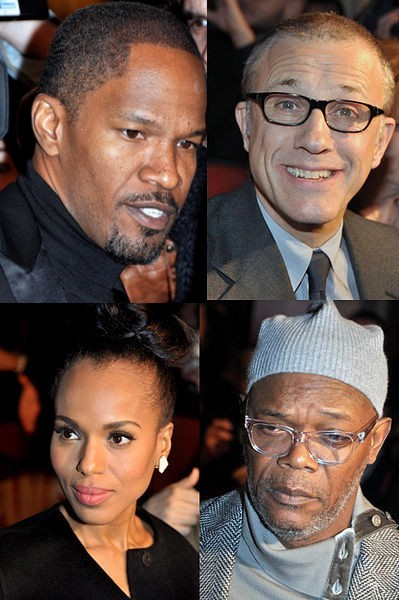
Jamie Foxx, Christoph Waltz, Kerry Washington e Samuel L. Jackson em Paris, na première do filme na França, em janeiro de 2013

- Christoph Waltz como Dr. King Schultz
- Leonardo DiCaprio como "Monsieur" Calvin J. Candie
- Kerry Washington como Brunhilde Von Shaft
- Samuel L. Jackson como Stephen
- Don Johnson como Spencer "Big Daddy" Bennett
- Walton Goggins como Billy Crash
- James Remar como Ace Speck / Butch Pooch
- Dennis Christopher como Leonide "Leo" Moguy
- James Russo como Dicky Speck
- David Steen como Mr. Stonecipher
- Tom Wopat como U.S. Marshall Gill Tatum
- Dana Michelle Gourrier como Cora
- Nichole Galicia como Sheba
- Laura Cayouette como Lara Lee Candie-Fitzwilly
- Ato Essandoh como D'Artagnan
- Sammi Rotibi como Rodney
- Clay Donahue como Fontenot
- Escalante Lundy como Big Fred
- Miriam F. Glover como Betina
- Omar J. Dorsey como Chicken Charlie
- Franco Nero como Amerigo Vessepi

Outros papéis incluem Russ Tamblyn como Filho de um Pistoleiro, Amber Tamblyn, como Filha de um Filho de um Pistoleiro, Bruce Dern como Velho Homem Carrucan, M. C. Gainey como Big John Brittle, Cooper Huckabee como Lil Raj Brittle, Doc Duhame como Ellis Brittle, Jonah Hill como Bag Head #2 e Lee Horsley como Xerife Gus (Snowy Snow). Zoë Bell, Michael Bowen, Robert Carradine, Jake Garber, Ted Neeley, James Parks, e Tom Savini interpretam perseguidores da Candyland, enquanto Michael Parks, John Jarratt, e Quentin Tarantino interpretam os funcionários da LeQuint Dickey Mining Co. employees. Tarantino participa como Robert, um membro de um grupo de aprendizes da Ku Klux Klan.

## Produção

### Desenvolvimento

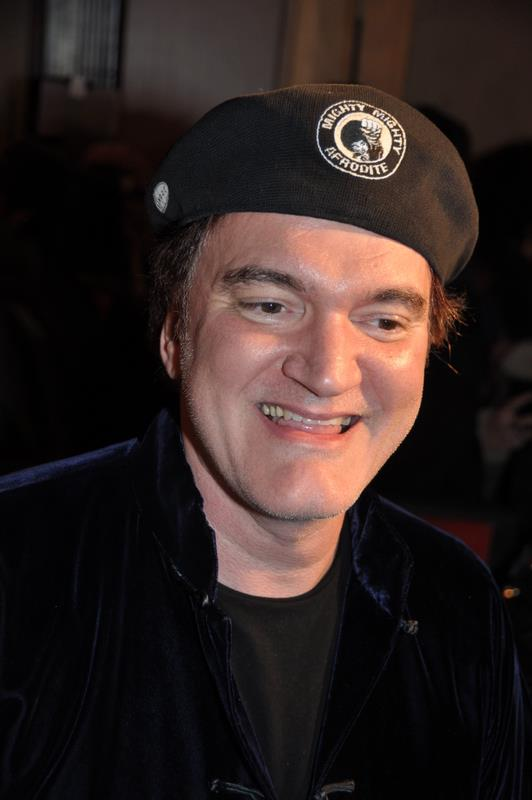
Tarantino em Paris na première do filme na França, em janeiro de 2013

Em 2007, Tarantino discutiu uma ideia para uma forma de western spaghetti nos Estados Unidos pré-Guerra Civil Deep South, que ele chamou de "um sul" (a southern), dizendo: “Quero criar filmes que lidem com o horrível passado de escravatura da América mas fazê-los como western spaghetti" Esclareceu, acrescentando que, sendo cinema de gênero, “enfrentarão tudo aquilo com que a América nunca se defrontou por sentir vergonha disso, e outros países não tratam sobre isso porque não sentem que tenham direito a fazê-lo." Tarantino explicou mais tarde a gênese da ideia, "Sim e não. A ideia de fazer um spaghetti western é anterior, me acompanha há mais de dez anos e talvez tenha me acompanhado desde sempre, mas começou a nascer efetivamente há uns sete ou oito anos. Foi precedida pelo meu desejo de escrever um livro sobre o outro Sergio (Corbucci). Revi seus filmes, fiz anotações. O meu Django começou a tomar forma. E já nasceu um ex-escravo. Estava num hotel no Japão, promovendo Bastardos Inglórios, quando a cena inicial me veio inteira. A fila de escravos, a explosão de violência, até o cavalo do dr. Schultz. Falei com os produtores e, neste sentido, sim, o filme foi consequência do sucesso de Bastardos. Eles toparam na hora".
Tarantino terminou o roteiro em 26 de abril de 2011 e entregou a versão final à The Weinstein Company. Em outubro de 2012, frequente colaborador de Tarantino RZA disse que ele e Tarantino tinham a intenção de fazer um crossover entre Django Unchained com o filme de RZA The Man with the Iron Fists. O crossover teria visto uma versão mais jovem do personagem do blacksmith de RZA que iria aparecer como um escravo em um leilão. No entanto, conflitos de agenda impediram a participação de RZA.
Uma inspiração para o filme é o spaghetti western de 1966 Django de Corbucci, cuja estrela Franco Nero tem uma breve aparição em Django Unchained. Outra inspiração é o filme de 1975 Mandingo, sobre um escravo treinado para lutar contra outros escravos. Tarantino incluiu cenas na neve como uma homenagem a The Great Silence. "Silenzio ocorre na neve. Gostei da ação na neve tanto, Django Unchained tem uma seção de neve grande no meio", disse Tarantino em entrevista.

### Título
O título Django Unchained alude os títulos do filme Django de 1966 de Corbucci; Hercules Unchained, o título americano para o filme italiano épico de fantasia de 1959 Ercole e la regina di Lidia, que lida com a fuga do herói mítico da escravidão a um mestre ímpios, e Angel Unchained, o filme de motociclista estadunidense de 1970 que lida com uma vingança exigente de um motociclista em um grande grupo de rednecks.

### Seleção de elenco
Entre aqueles considerados para o papel-título de Django, Michael K. Williams e Will Smith foram mencionados como possibilidades, mas, no final, Jamie Foxx foi escalado para o papel. Smith disse mais tarde que ele recusou o papel porque ele "não foi a liderança". Franco Nero, o Django original a partir do filme italiano de 1966, foi espalhado boatos para o papel de Calvin Candie, mas em vez disso foi dada uma aparição como um personagem menor. Nero sugeriu que ele interpretasse um cavaleiro misterioso que assombra Django em visões, e é revelado em um flashbacks fim para ser o pai de Django; Tarantino optou por não usar a ideia. Kevin Costner estava em negociações para participar como Ace Woody mas desistiu devido a conflitos de agenda. Kurt Russell foi lançado como alternativa mas também mais tarde deixou o papel Quando Kurt Russell abandonou, o papel de Ace Woody não foi reformulado; vez o personagem foi fundido com o personagem de Walton Goggins, Billy Bater.
Jonah Hill foi oferecido o papel de Scotty Harmony , um jogador que perde Broomhilda para Candie em um jogo de pôquer, mas recusou devido a conflitos de agenda com The Watch. Sacha Baron Cohen também foi oferecido o papel, mas recusou-se a fim de aparecer em Les Misérables. Nem Scotty nem o jogo de pôquer aparecem no corte final do filme. Em 15 de junho de 2012, foi anunciado que Hill havia se tornado disponível para se juntar ao elenco, mas em um papel diferente. Em 4 de abril de 2012, Joseph Gordon-Levitt anunciou que ele seria incapaz de aparecer no filme por causa de um compromisso antes de fazer sua estreia como diretor em Don Jon. Gordon-Levitt , explicou, "Eu teria adorado, amado por ter feito isso. Ele é um dos meus cineastas favoritos".

### Figurino

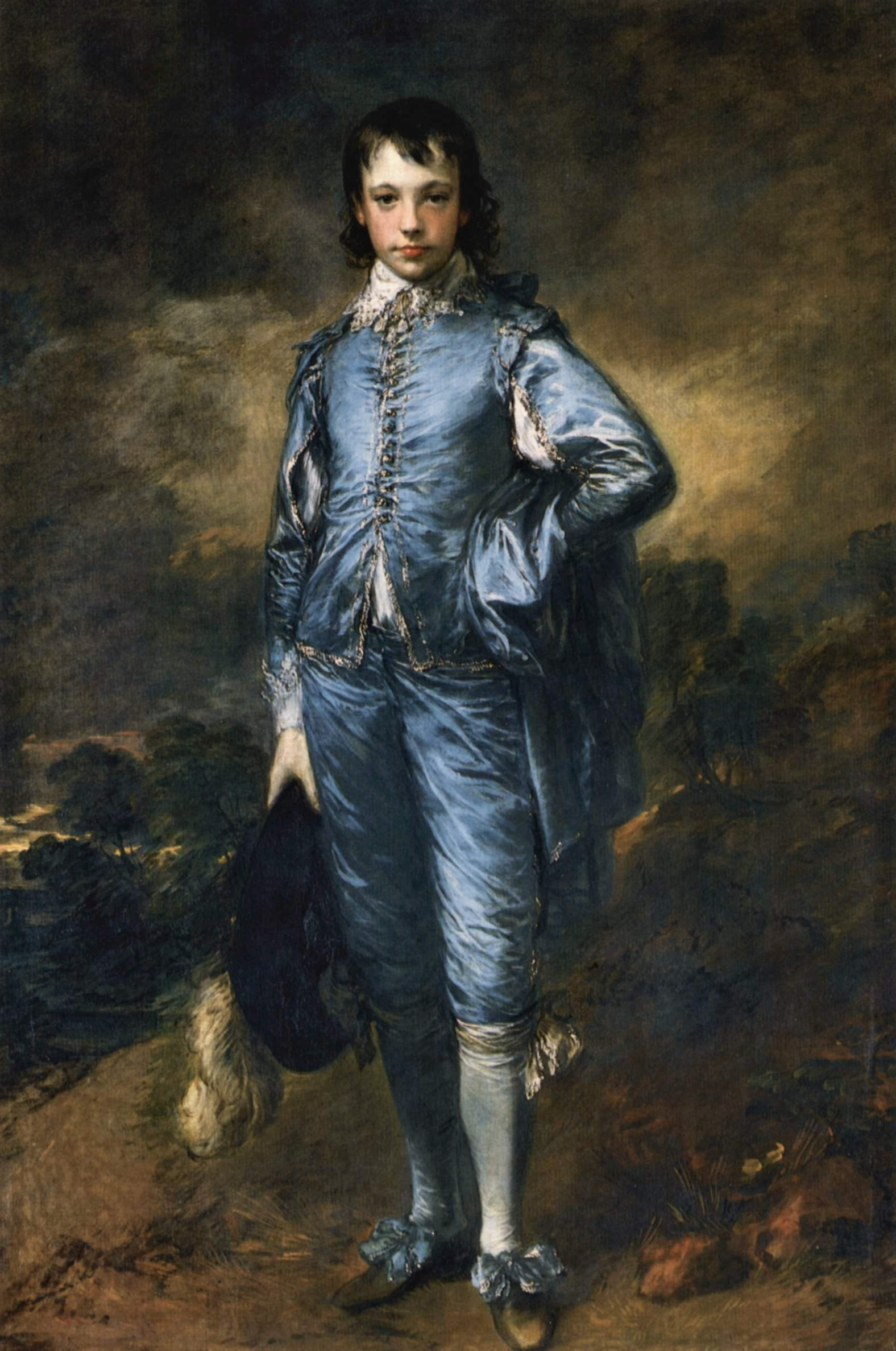
Traje manobrista de Django foi inspirado na pintura a óleo O Garoto Azul de Thomas Gainsborough de 1770.

Em uma entrevista em janeiro de 2013, com a Vanity Fair, a figurinista Sharen Davis disse que muito do guarda-roupa do filme foi inspirado por westerns spaghetti e outras obras de arte. Para guarda-roupa de Django, Davis e Tarantino assistiram a série de TV Bonanza e se refere a ele com frequência. A dupla chegou a contratar o chapeleiro que projetou o chapéu usado pelo show do Little Joe, interpretado por Michael Landon. Davis descreveu o olhar de Django como um "rock-n-roll assumindo o personagem" . Óculos de sol de Django foram inspiradas pelo personagem de Charles Bronson em The White Buffalo (1977). Davis usou a pintura a óleo de 1770 de Thomas Gainsborough do menino azul como uma referência para roupa do manobrista de Django.
Na cena final, Broomhilda usa um vestido semelhante ao da personagem de Ida Galli em Blood for a Silver Dollar (1965). Davis disse que a ideia de fantasia de Calvin Candie veio em parte de Rhett Butler, e que a assinatura de olhar de Don Johnson de Miami Vice inspirou sua cor creme terno de linho (Big Daddy's) no filme. Casaco de chinchila faux de King Schultz foi inspirado de Telly Savalas em Kojak. Davis também revelou que muitas de suas ideias do traje de não fazer o corte final do filme, deixando alguns personagens inexplicáveis , como rastreador de Zoë Bell, que tinha a intenção de deixá-la bandana para revelar uma mandíbula ausente.

### Filmagem
A filmagem principal de Django Unchained começou na Califórnia em novembro de 2011, em Wyoming, em fevereiro de 2012, e no National Historic Landmark Evergreen Plantation em Wallace, Luisiana, fora de Nova Orleans, em março 2012. A filme foi rodado no formato anamórfico em filme de 35 mm. Apesar de originalmente escrita, uma sub-trama centrada em Zoë Bell mascarada de perseguidora foi cortada, e manteve-se desempenhos vivos, devido a limitações de tempo. Depois de 130 dias de filmagem, o filme embrulhado a filmagem principal no final de julho de 2012.

### Edição
Django Unchained foi o primeiro filme de Tarantino não editado por Sally Menke, que morreu em 2010. A edição fora por sua vez manipulada por Fred Raskin, que havia trabalhado como editor assistente no filme de Tarantino Kill Bill.

### Trilha sonora
O filme apresenta tanto original, bem como faixas de música existentes. Faixas compostas especialmente para o filme incluem "100 Black Coffins" de Rick Ross e produzido e cantado por Jamie Foxx, "Who Did That To You?" de John Legend, "Ancora Qui", de Ennio Morricone e Elisa Toffoli, e "Freedom", de Anthony Hamilton e Elayna Boynton. O tema, "Django", também foi a música tema do filme de 1966. Músico Frank Ocean escreveu uma canção original para a trilha sonora do filme, mas ele foi rejeitado por Tarantino, que explicou que "Ocean escreveu uma balada fantástica que foi verdadeiramente encantadora e poética em todos os sentidos, só não era uma cena para ele". Frank Ocean publicado mais tarde a canção, intitulada Wiseman, em seu blog Tumblr. O filme também apresenta algumas peças famosas da música clássica western, como Für Elise de Beethoven (que ainda não foi descoberto em 1858) e Dies irae do Verdi's Requiem. Tarantino afirmou que ele evita o uso de escores completa da música original: "Eu só não gosto da ideia de dar tanto poder a qualquer um em um dos meus filmes" Álbum da trilha sonora do filme foi lançado em 18 de dezembro de 2012.[carece de fontes?]

## Recepção

### Desempenho comercial
Django Unchained arrecadou US$ 162,8 milhões nos Estados Unidos e Canadá e US$ 263,2 milhões em outros territórios, totalizando US$ 426 milhões em todo o mundo, contra um orçamento de produção de US$ 100 milhões. Em 2013, o filme se tornou a maior bilheteria de Tarantino ao superar Inglourious Basterds de 2009, que arrecadou US$ 321,4 milhões em todo o mundo.
Na América do Norte, o filme arrecadou US$ 15 milhões no dia de Natal, terminando em segundo lugar, atrás de Os Miseráveis. Foi o terceiro maior número de estreia de um filme no Natal, depois de Sherlock Holmes (US$ 24,6 milhões) e Os Miseráveis (US$ 18,1 milhões). O filme arrecadou US$ 30,1 milhões em seu fim de semana de estreia (um total de US$ 63,4 milhões em seis dias), terminando em segundo lugar atrás de The Hobbit: An Unexpected Journey.

### Resposta da crítica
O filme foi aclamado pela crítica. No agregador de resenhas Rotten Tomatoes, o filme tem uma taxa de aprovação de 87%, baseado em 298 opiniões críticas com uma nota média de 8/10 sob o seguinte consenso: "Corajoso, sangrento e estilisticamente ousado, Django Unchained é outra obra-prima incendiária de Quentin Tarantino". No Metacritic, o filme possui a pontuação 81/100, com base em 42 críticas, indicando "aclamação universal". O público entrevistado pelo CinemaScore deu ao filme uma nota média "A−" em uma escala de "A+" a "F".
Roger Ebert do Chicago Sun-Times deu ao filme quatro estrelas de quatro e disse: "O filme oferece uma sequência sensacional uma após a outra, tudo definido em torno desses dois personagens intrigantes, que parecem opostos, mas compartilham questões pragmáticas, financeiras e pessoais". Peter Bradshaw, crítica de cinema do The Guardian, agraciado o filme com cinco estrelas, escrevendo: "Eu só posso dizer que Django oferece, indiscriminadamente, em especial narcótico e prazer delirante que Tarantino ainda sabe como confeccionar no cinema, algo a ver com a manipulação de superfícies. É como insalubre, deplorável e delicioso como um cigarro proibido." Escrevendo para o The New York Times, crítico A. O. Scottcomparou Django ao filme anterior de Tarantino Inglourious Basterds: "Como Inglourious Basterds, Django Unchained é loucamente divertido, descaradamente irresponsável e também eticamente sério de uma forma que é totalmente coerente com a sua brincadeira." Scott disse que Django é "um filme perturbador e importante sobre a escravidão e do racismo." Parmita Borah, em EF News International, escreveu: "Ao contrário de outros filmes de Tarantino, Django Unchained tem uma narrativa linear, com excepção de algumas cenas de flashback." O cineasta Michael Moore elogiou Django, twittando que o filme "é uma das melhores sátiras de filmes de todos os tempos. Um filme americano raro sobre a escravidão e as origens da nossa história racista doente".
Ao contrário, Owen Gleiberman, crítico de cinema para a revista Entertainment Weekly, escreveu que "Django não é quase o filme que foi Inglourious. É menos inteligente, e ele não tem personagens principais o suficiente - Ou o suficiente de engenhosidade estrutural marca registrada de Tarantino - para ganhar seu tempo de execução de duas hora e 45 minutos". Em sua revisão para a Indy Week, David Fellerath escreveu: "Django Unchained mostra sinais de que Tarantino fez pouco de pesquisa além das repetidas visões do spaghetti western Django de 1966 de Sergio Corbucci e um blaxploitation de 1975 chamado Boss Nigger, escrito e estrelado por Fred Williamson". Escrevendo para o The New Yorker Anthony Lane, disse que estava "perturbado pelos [fãs de Tarantino] gritos de riso triunfante, na seleção que participei, como uma mulher branca fiquei encantada com as armas do Django".

### Controvérsia
O cineasta Spike Lee, em entrevista à Vibe, disse que não iria ver o filme, explicando: "Não posso comentar mais porque não vou assistir ao filme. Tudo o que posso dizer é que ele é desrespeitoso aos meus ancestrais. Mas esse sou eu... não estou falando por mais ninguém. A escravidão nos Estados Unidos não foi um western spaghetti de Sergio Leone, mas um Holocausto. Meus ancestrais foram escravos, roubados da África. Eu os honrarei". Logo após, um fã comentou que filmes são apenas entretenimento e que não devem ser levados tão a sério, Lee respondeu, "Errado! O Nascimento de Uma Nação resultou em linchamentos de negros. A mídia é poderosa! Não durma! Acorde, cara!", concluiu, referindo-se ao controverso épico de 1915 dirigido por D. W. Griffith. Louis Farrakhan, o líder do Nation of Islam, interpretou o filme como "preparação para a guerra racial".